# Europacup I hockey vrouwen 1981
De 8ste Europacup I hockey voor vrouwen werd gehouden van 5 tot en met 8 juni 1981 in Brussel. Het deelnemersveld bestond uit 8 teams. Amsterdam H&BC won deze editie door in de finale het Schotse Glasgow Western LHC te verslaan.

## Uitslag poules

### Poule A
| Team                     | Pnt | GS | W | G | V | DV | DT | DS |
| ------------------------ | --- | -- | - | - | - | -- | -- | -- |
| 1. Glasgow Western LHC   | 6   | 3  | 3 | 0 | 0 | 5  | 1  | +4 |
| 2. Blau-Weiss Köln       | 4   | 3  | 2 | 0 | 1 | 7  | 4  | +3 |
| 3. Penarth LHC           | 1   | 3  | 0 | 1 | 2 | 2  | 4  | -2 |
| 4. Royal Uccle Sport THC | 1   | 3  | 0 | 1 | 2 | 2  | 7  | -5 |

Uitslagen
- Uccle Sport - Penarth 1-1
- Glasgow Western - Blau Weiss 2-1
- Blau Weiss - Uccle Sport 4-1
- Glasgow Western - Penarth 1-0
- Glasgow Western - Uccle Sport 2-0
- Blau Weiss - Penarth 2-1

### Poule B
| Team                   | Pnt | GS | W | G | V | DV | DT | DS |
| ---------------------- | --- | -- | - | - | - | -- | -- | -- |
| 1. Amsterdam H&BC      | 6   | 3  | 3 | 0 | 0 | 7  | 0  | +7 |
| 2. Portadown HC        | 3   | 3  | 1 | 1 | 1 | 4  | 3  | +1 |
| 3. Andizhanka Andizhan | 3   | 3  | 1 | 1 | 1 | 3  | 3  | 0  |
| 4. Norton LHC          | 0   | 3  | 0 | 0 | 3 | 2  | 10 | -8 |

Uitslagen
- Andizhanka - Norton 2-1
- Amsterdam - Portadown 1-0
- Portadown - Andizhanka 1-1
- Amsterdam - Norton 5-0
- Amsterdam - Andizhanka 1-0
- Portadown - Norton 3-1

## Finales

### Finale
Amsterdam - Glasgow 2-1

### Plaats 3
Portadown - Blau-Weiss 1-2

### Plaats 5
Andizbanka - Penarth 4-0

### Plaats 7
Norton - Uccle 2-3

## Einduitslag
1. Amsterdam H&BC
2. Glasgow Western
3. Blau-Weiss Köln
4. Portadown HC
5. Andizhanka Andizhan
6. Penarth LHC
7. Royal Uccle Sport THC
8. Norton LHC